# Anul trecut la Marienbad
Anul trecut la Marienbad (în franceză L'Année dernière à Marienbad) este un film din 1961 al Noului val francez care a fost regizat de Alain Resnais, după un scenariu de Alain Robbe-Grillet. Este amplasat într-un palat baroc dintr-un parc, palat care a fost transformat într-un hotel de lux. În rolurile principale interpretează Delphine Seyrig⁠(d) și Giorgio Albertazzi⁠(d) ca o femeie și un bărbat care poate s-ar fi întâlnit cu un an înainte și care s-ar fi putut gândit sau au început o aventură. Sacha Pitoëff interpretează rolul celui de-al doilea bărbat care ar putea fi soțul femeii. Personajele nu sunt numite.

## Rezumat

În această imagine suprarealistă, oamenii au umbre lungi, dar copacii nu, pentru că umbrele au fost pictate și scena filmată într-o zi cu nori.

Într-un hotel baroc cu ornamente dintr-un alt secol, populat de indivizi bogați și cupluri care socializează unul cu celălalt, un bărbat se apropie de o femeie și susține că s-a întâlnit cu ea cu un an înainte într-o stațiune similară (poate la Frederiksbad, Karlstadt, Marienbad sau Baden-Salsa) și au avut un relație romantică, dar ea a răspuns cererii lui de a fugi împreună spunându-i s-o aștepte un an, timp care acum a trecut. Femeia insistă că nu l-a întâlnit niciodată pe bărbat, așa că el încearcă să-i amintească de trecutul lor comun, în timp ce ea îl respinge și îi contrazice relatarea. Între interacțiunile acestuia cu femeia, un al doilea bărbat, care poate fi soțul femeii, își afirmă dominația asupra primului bărbat bătându-l în mod repetat la un joc matematic (o versiune de Nim⁠(d)).
Prin flashback-uri ambigue și schimbări dezorientate de timp și loc, filmul explorează relațiile dintre cele trei personaje. Conversațiile și evenimentele sunt repetate în diferite locuri din clădire și terenuri și există numeroase scene cu coridoarele hotelului, scene însoțite de voci ambigue și repetitive. Nu se oferă în film o concluzie clară cu privire la ceea ce este real și ce este imaginat, dar în final femeia părăsește hotelul cu primul bărbat.

## Distribuție
- Giorgio Albertazzi⁠(d) – primul bărbat
- Delphine Seyrig⁠(d) – femeia

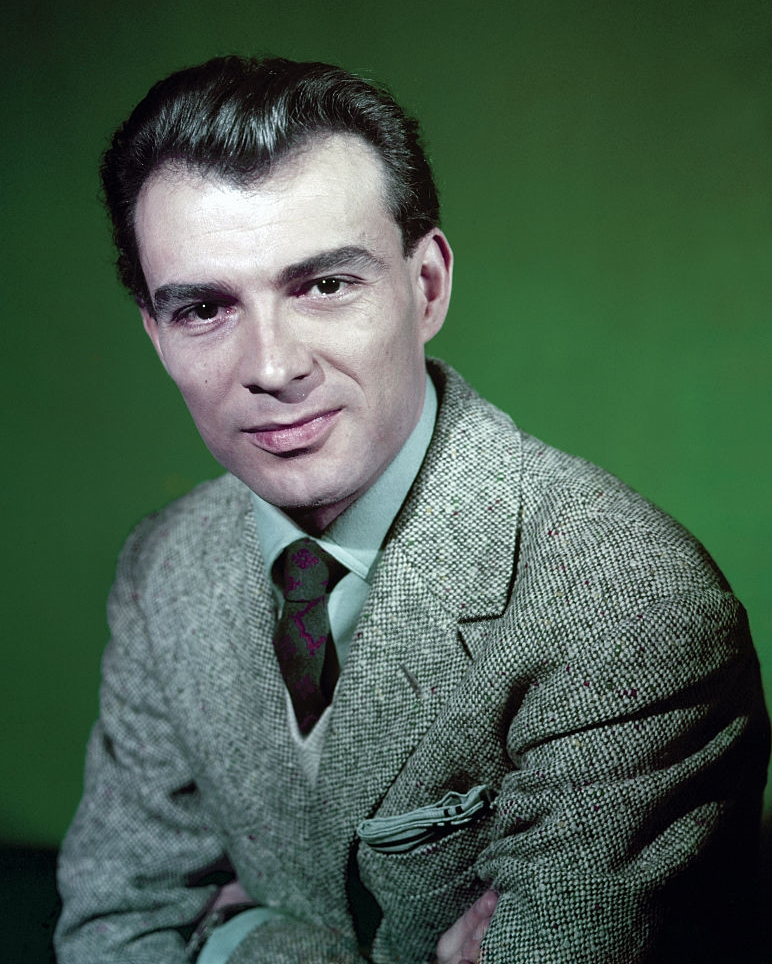
Giorgio Albertazzi în anii 1960

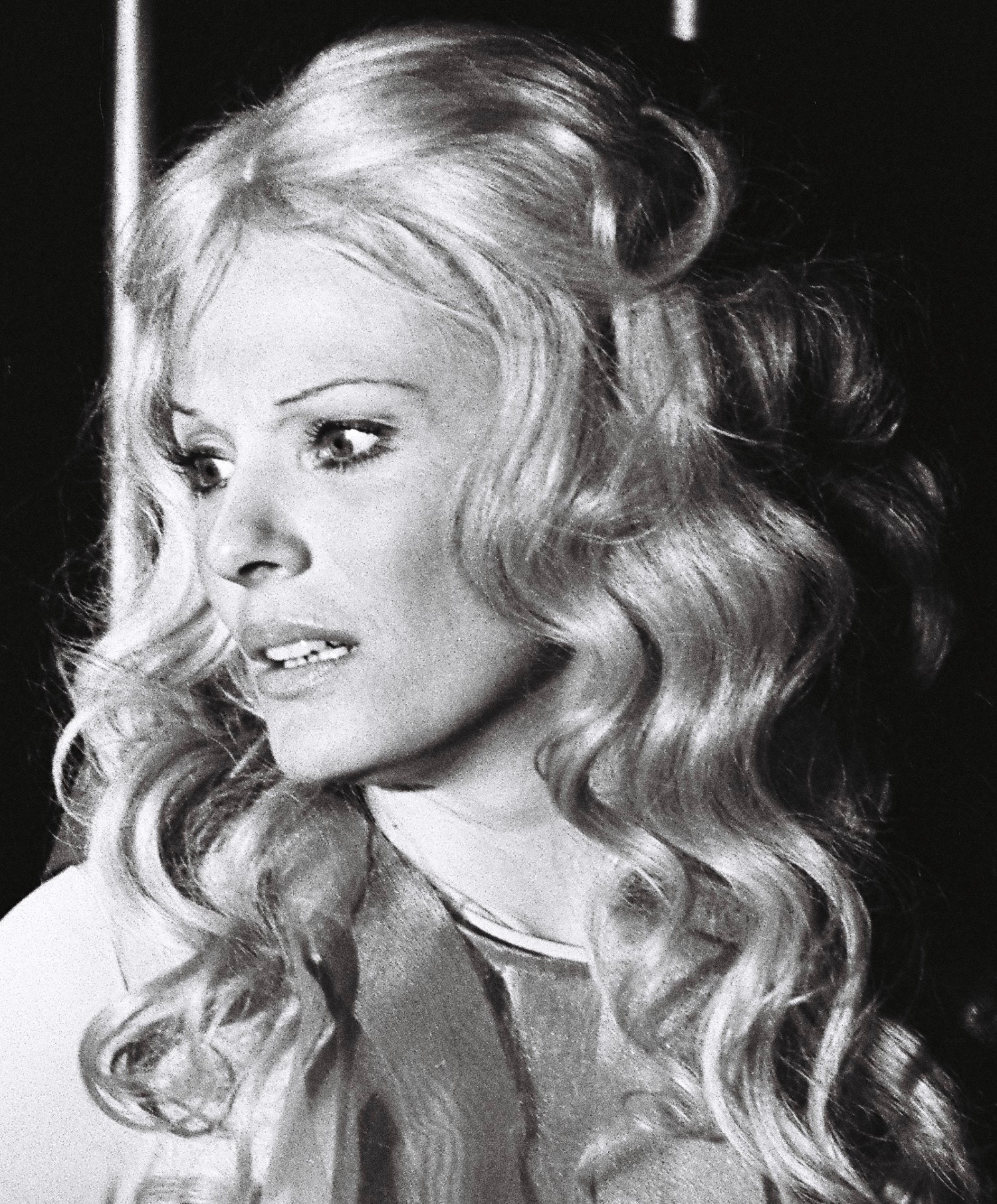
Delphine Seyrig în 1969

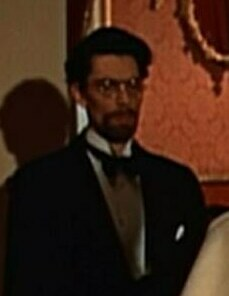
Sacha Pitoëff în 1956

- Sacha Pitoëff⁠(d) – al doilea bărbat, care poate fi soțul femeii

În timp ce personajele nu sunt numite în film, în „ciné-romanul” scenariului publicat de Robbe-Grillet, primul bărbat este menționat cu litera „X”, femeia cu litera „A” și al doilea bărbat cu litera „M”.

## Producție
Filmul a fost rezultatul unei colaborări neobișnuite între scriitorul Alain Robbe-Grillet și regizorul Alain Resnais, pe care Rob-Grillet a descris-o astfel:
Eu și Alain Resnais am putut colabora la film doar pentru că de la bun început am „văzut” nu doar direcțiile sale principale, ci întregul film în același mod, până la ultimul detaliu, în arhitectura sa totală. Ceea ce am scris, probabil, a fost același lucru care era și în capul lui, iar ceea ce a adăugat în timpul filmărilor este ceea ce aș fi putut să scriu. Mai degrabă paradoxal, datorită identității conceptelor noastre, am putut lucra aproape întotdeauna separat unul de celălalt.

Robbe-Grillet a scris un scenariu foarte detaliat, precizând cu exactitate decorul și gesturile actorilor, locul și mișcarea camerei, precum și succesiunea secvențelor în timpul montajului. René a filmat cu fidelitate pe baza scenariului, făcând doar schimbări minime pe care le-a simțit necesare. Robbe-Grillet nu a fost prezent pe platou. Când a văzut prima versiune montată, a spus că filmul este exact așa cum a intenționat să fie, recunoscând cât de mult a adăugat Rene pentru ca filmul să funcționeze și pentru a completa ceea ce lipsea din scenariu. Robbe-Grillet a publicat ulterior scenariul ca un „ciné-roman”, ilustrându-l cu imagini din film.
În ciuda corespondenței strânse dintre textul scris și film, există unele diferențe. Cele mai notabile două diferențe sunt alegerea muzicii (coloana sonoră a lui Francis Seyrig folosește intens orga principală) și o scenă spre sfârșitul filmului în care scenariul descrie în mod explicit violul, în timp ce filmul îl înlocuiește cu o serie de cadre repetitive, decolorate, rătăcitoare care se deplasează repetat către o femeie zâmbitoare. Declarațiile ulterioare ale celor doi scriitori ai filmului au recunoscut parțial că nu împărtășesc exact aceeași viziune pentru film. Potrivit lui Resnais, Robbe-Grillet a insistat că, fără îndoială, el a scris Marienbad, iar filmul lui Resnais a fost o trădare. Dar din moment ce Robbe-Grillet a găsit filmul foarte frumos, nu l-a învinuit pe regizor pentru nimic.
Filmările au durat zece săptămâni în septembrie-noiembrie 1960. Pentru filmări, au fost folosite interioarele și grădinile palatelor Schleissheim, Nymphenburg și Amalienburg din München și împrejurimile sale. Scene interioare suplimentare au fost filmate în pavilioanele Studioului „Photosonore-Marignan-Simo” din Paris.
Nu au avut loc filmări în orașul balnear ceh Marienbad. Cu toate acestea, din film, spectatorul nu poate înțelege cu siguranță dacă vreun eveniment a avut loc în acest oraș.
Filmul este realizat pe ecran lat alb-negru.

## Recepție
Răspunsul critic contemporan a fost polarizat. Controversa a fost alimentată atunci când Robbe-Grillet și Resnais au părut să dea răspunsuri contradictorii când au fost întrebați dacă bărbatul și femeia s-au întâlnit sau nu la Marienbad anul trecut, deoarece acest lucru a fost folosit ca mijloc de a ataca filmul de către cei cărora nu le-a plăcut pelicula.
În 1963, scriitorul și producătorul de film Ado Kyrou⁠(d) a declarat filmul un triumf total în influenta sa lucrare Le Surréalisme au cinéma, recunoscând mediul ambiguu și motivele obscure din film ca reprezentând multe dintre preocupările suprarealismului în cinematograful narativ. Un alt susținător timpuriu, actorul și suprarealistul Jacques Brunius⁠(d), a declarat că „Marienbad este cel mai bun film făcut vreodată”.
Filmul a inspirat o scurtă nebunie pentru varianta jocului Nim jucat de personaje.
Deși rămâne disprețuit de unii critici, Anul trecut la Marienbad a ajuns să fie considerat de mulți  una dintre cele mai mari lucrări ale lui Resnais. Site-ul web de agregare a recenziilor They Shoot Pictures, Don't They a stabilit că acesta este al 83-lea cel mai apreciat film din istorie și a primit 23 de voturi în sondajele decenale Sight & Sound ale British Film Institute. Regizorul japonez Akira Kurosawa l-a citat drept unul dintre filmele sale preferate.
În iulie 2018, Marienbad a fost selectat pentru a fi proiectat la cea de-a 75-a ediție a Festivalului Internațional de Film de la Veneția în secțiunea „Clasici de la Veneția”.

### Premii
Filmului i s-a refuzat intrarea la Festivalul de Film de la Cannes, din cauza faptului că Resnais a semnat Manifestul celor 121 împotriva Războiului din Algeria (manifestul lui Jean-Paul Sartre), dar a câștigat Leul de Aur la cel de-al 22-lea Festival Internațional de Film de la Veneția în 1961. În 1962, a fost ales cel mai bun film francez al anului precedent de către Sindicatul Francez al Criticilor de Cinema. A fost propunerea franceză pentru cel mai bun film străin la cea de-a 34-a ediție a Premiilor Oscar din 1962 și, deși nu a fost ales ca unul dintre cele cinci nominalizări pentru acel premiu, Robbe-Grillet a fost nominalizat la Premiul Oscar pentru cel mai scenariu original în anul următor pentru munca sa la acest film. Filmul a fost, de asemenea, nominalizat la premiul Hugo la categoria cea mai bună prezentare dramatică.

## Interpretări
Au fost prezentate numeroase explicații ale evenimentelor din film, printre care: că este o versiune a mitului lui Orfeu și Eurydice, că reprezintă relația dintre pacient și psihanalist, că totul se petrece în mintea femeii, că totul are loc în mintea bărbatului și prezintă refuzul lui de a recunoaște că a ucis-o pe femeia pe care o iubea, că personajele sunt fantome sau suflete moarte înLimbo⁠(d). Unii au observat că filmul are atmosfera și forma unui vis și susțin că structura filmului poate fi înțeleasă prin analogia unui vis recurent  sau chiar că întâlnirea bărbatului cu femeia este amintirea (sau visul) unui vis.

## Influență
Impactul asupra altor regizori a fost recunoscut pe scară largă și ilustrat variat, extinzându-se de la regizorii francezi (cum ar fi Agnès Varda, Marguerite Duras și Jacques Rivette) la personalități internaționale (cum ar fi Ingmar Bergman și Federico Fellini). The Shining (1980) de Stanley Kubrick și Inland Empire (2006) de David Lynch sunt două filme care sunt citate  frecvent ca influențate de Marienbad. Peter Greenaway a spus că  Marienbad a avut cea mai importantă influență asupra filmelor sale.

## Lansări pentru acasă
La 23 iunie 2009, The Criterion Collection a lansat Marienbad în Statele Unite, atât pe DVD Regiunea 1, cât și pe disc Blu-ray. Alain Resnais a participat la această lansare și a insistat să includă o coloană sonoră nerestaurată pe lângă cea restaurată.
StudioCanal⁠(d) a lansat filmul în Europa pe Blu-ray și DVD în septembrie 2018, iar Kino Lorber⁠(d) l-a lansat în Statele Unite în august 2019.